# Love Beach
| 평가 점수                                  | 평가 점수 |
| 출처                                       | 점수      |
| ------------------------------------------ | --------- |
| AllMusic                                   | [ 1 ]     |
| Classic Rock                               | [ 2 ]     |
| MusicHound Rock: The Essential Album Guide | [ 3 ]     |

《Love Beach》는 영국의 프로그레시브 록 밴드 에머슨, 레이크 & 파머의 일곱 번째 스튜디오 음반이다. 1978년 11월 17일, 애틀랜틱 레코드를 통해 발매되었으며, 다음 해 해체 이전에 발매된 마지막 스튜디오 음반이다. 1977년에서 1978년 북미 투어가 끝날 무렵 내부 관계가 악화되기 시작했으나, 밴드는 계약상 한 장의 음반을 더 제작해야 했다. 이들은 세금 회피자로서 바하마 나소로 물러나 피터 신필드와 함께 《Love Beach》를 녹음했으며, 신필드는 각 곡에 공동 작사가로 등재되어 있다. 그렉 레이크와 칼 파머가 자신의 파트를 녹음한 후 섬을 떠났고, 키스 에머슨이 혼자 남아 음반을 완성했다.
이 음반은 평론가들로부터 부정적인 평가를 받았다. 영국 음반 차트에서 48위, 미국 빌보드 200에서 55위를 기록했으며, 1979년 1월, 미국 음반 산업 협회로부터 50만 장 판매로 골드 인증을 받았다. 영국에서는 레이크와 신필드의 곡 〈All I Want is You〉가 싱글로 발매되었다. 이 음반은 투어로 지원되지 않았으며, 1979년 초 에머슨, 레이크 & 파머는 해체했다.

## 배경 및 녹음
1978년 3월, 밴드는 《Works Volume 1》 (1977년) 지원을 위한 10개월간의 북미 투어를 마쳤다. 초기 공연 중 일부는 몬트리올 올림픽 스타디움에서처럼 무대 위에서 심포니 오케스트라와 함께 연주하는 모습을 선보였으나, 운영 비용이 너무 많이 들어 이 아이디어는 중단되었다. 밴드는 휴식을 원했지만, 애틀랜틱 레코드 사장 아메트 어터건은 새로운 음반 제작을 권유했고, 한 장의 음반을 더 내야 한다는 점도 상기시켰다. 에머슨은 어터건과의 만남에서 그가 밴드에게 "상업적인 음반"을 만들 것을 제안했으나, 자신은 이를 내키지 않아 했다고 회상했다. 레이크는 어터건이 밴드가 함께 작업을 거부하면 솔로 음반 발매 기회를 거부하겠다고 협박했다고 기억하며, 결국 동의했다고 말했다. 상업적인 음반 제작 필요성은 라디오 친화적인 곡들인 〈Lucky Man〉과 〈From the Beginning〉을 담당했던 레이크의 작곡 방식에 맞았다. 이에 에머슨은 "내 의견을 어느 정도 누그러뜨리고, 손톱을 물어뜯으며, 1면에서 그가 계속 요구하던 자유를 주었다"고 밝혔다.
밴드는 세금 회피자 신분이 되어 에머슨과 레이크가 거주하던 바하마 나소에서 녹음을 하기로 결정했다. 녹음은 1978년 컴퍼스 포인트 스튜디오에서 진행되었으며, 이전 음반들을 모두 프로듀싱했던 레이크 없이 전담 프로듀서 없이 진행되었다. 초판 《Love Beach》에는 프로듀서 크레딧이 없었으나, 음반의 제작과 믹싱은 주로 에머슨이 담당했다. 잭 뉴버와 칼 피터슨이 엔지니어로 참여했다. 세션은 세 멤버 간의 관계가 점점 악화됨에 따라 어려웠다. 또한 에머슨의 약물 사용 증가가 그의 작업 능력과 협업에도 영향을 미치기 시작했다.
작사가 피터 신필드는 킹 크림슨과 레이크의 《Works Volume 1》에서 함께 작업한 경력이 있었으며, 밴드 매니저 스튜어트 영의 요청으로 나소에 합류해 레이크가 가사를 쓰는 것을 도왔다. 이 시점에 신필드와 레이크 사이에 마찰이 생겼지만, 신필드는 자신에게 휴식이 좋을 것이라 생각해 수락했다. 그러나 시간이 제한되어 있었기 때문에 혼자 작업하기를 요청했다. 도착했을 때 신필드는 멤버들이 거의 서로 말하지 않는 상태임을 발견했고, 음반 작업을 마치자 섬을 떠났다. 레이크와 파머도 자신의 파트를 녹음한 후에 뒤따라 떠났으며, 에머슨은 혼자 남아 "전체 음반을 조립하고... 발송했다."
에머슨은 음반 제목에 특히 불만이었다. 애틀랜틱 레코드는 레이크와 신필드가 쓴 곡 제목 중 하나에서 음반 제목을 가져왔는데, 그 곡 제목은 나소의 한 해변 이름에서 따온 것이었다. 앞면 커버 사진은 솔트 케이 근처 섬에서 촬영되었으며, 전기 작가 에드워드 맥캔은 이를 "가슴을 드러낸 70년대 후반 디스코 스타들"로 묘사했다.  시카고 오헤어 국제공항에 부스를 설치해 음반에 대한 대중의 의견을 설문조사로 조사했다. 전체적인 의견은 제목에 대한 반대였으며, 에머슨은 이를 애틀랜틱에 전달했으나, 레이블은 제목을 바꾸는 것을 거부했다.

## 곡 목록
| #  | 제목                  | 작사·작곡                   | 재생 시간 |
| -- | --------------------- | --------------------------- | --------- |
| 1. | 〈All I Want Is You〉 | 그렉 레이크, 피터 신필드    | 2:33      |
| 2. | 〈Love Beach〉        | 레이크, 신필드              | 2:43      |
| 3. | 〈Taste of My Love〉  | 레이크, 신필드              | 3:30      |
| 4. | 〈The Gambler〉       | 키스 에머슨, 레이크, 신필드 | 3:20      |
| 5. | 〈For You〉           | 레이크, 신필드              | 4:25      |
| 6. | 〈Canario〉           | 호아킨 로드리고             | 3:57      |

| #  | 제목 | 작사·작곡      | 재생 시간 |
| -- | --- | -------------- | --------- |
| 1. | 〈Memoirs of an Officer and a Gentleman〉 - a. 〈Prologue/The Education of a Gentleman〉 - b. 〈Love at First Sight〉 - c. 〈Letters from the Front〉 - d. 〈Honourable Company (A March)〉 | 에머슨, 신필드 | 20:12     |

## 인증
| 국가                       | 인증 | 판매량/출하량 |
| -------------------------- | ---- | ------------- |
| 영국 (BPI)                 | 실버 | 60,000^       |
| 미국 (RIAA)                | 골드 | 500,000^      |
| ^출하량을 기반으로 한 인증 |      |               |